# Хмара, Иван Григорьевич
Иван Григорьевич Хмара (в некоторых документах — Павел Хмара; 1888 — 1983) — генерал-майор интендантской службы ВС СССР.

## Биография
Родом из украинской семьи. Офицер интендантской службы РККА, указом Совета Народных Комиссаров СССР от 17 ноября 1942 года произведён в генерал-майоры. С 16 апреля по 6 июня 1944 года — временно исполняющий обязанности главы интендантской службы 1-й польской армии Народного Войска Польского. 15 июня 1944 года вернулся в расположение РККА.
Скончался в Москве. Похоронен на Донском кладбище.